# Comuna Peipsiääre
Peipsiääre este o comună (vald) din Județul Tartu, Estonia. Este formată din Kasepää, Kolkja, Varnja, Savka și Sipelga.

## Galerie

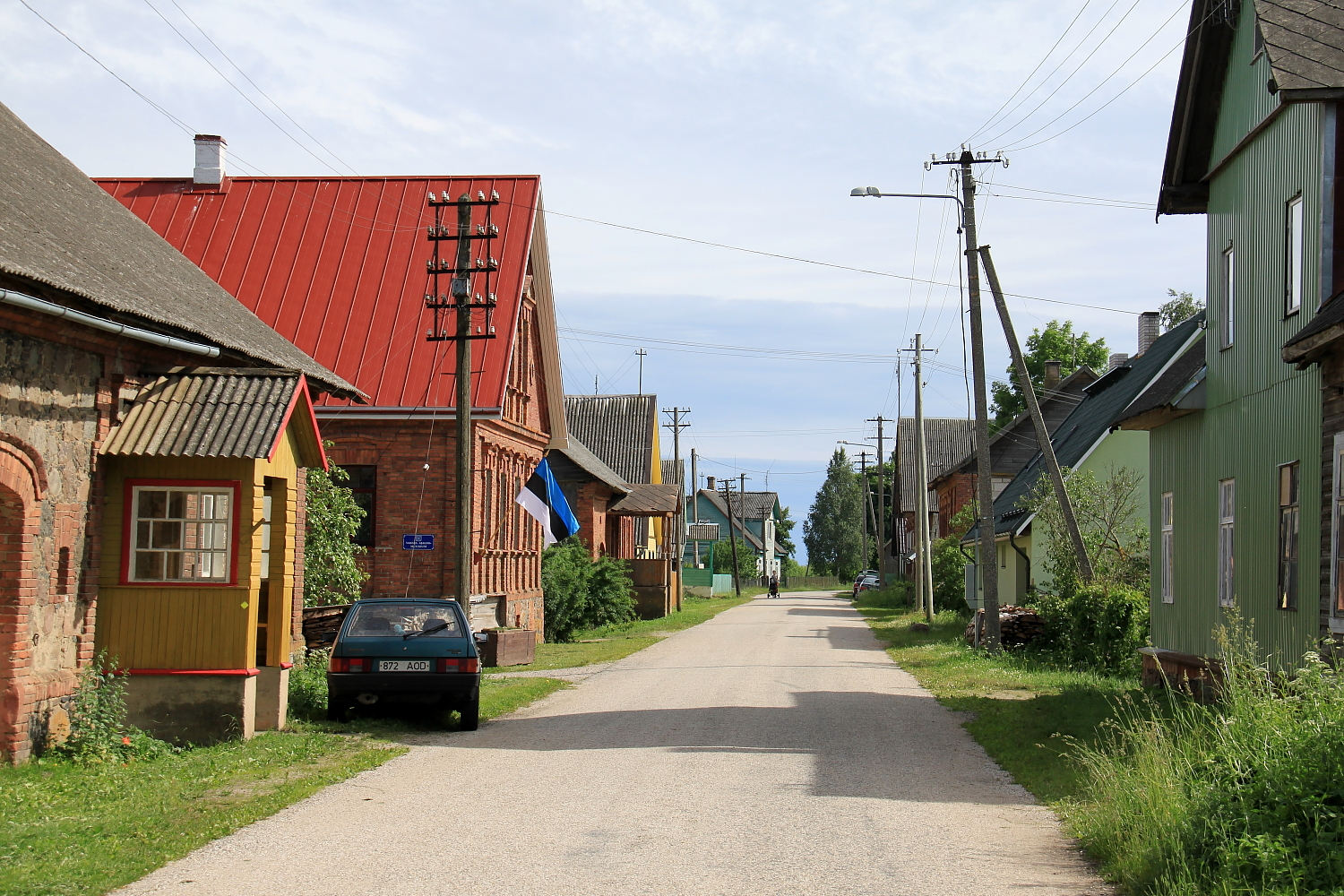
Strada principală din Varnja
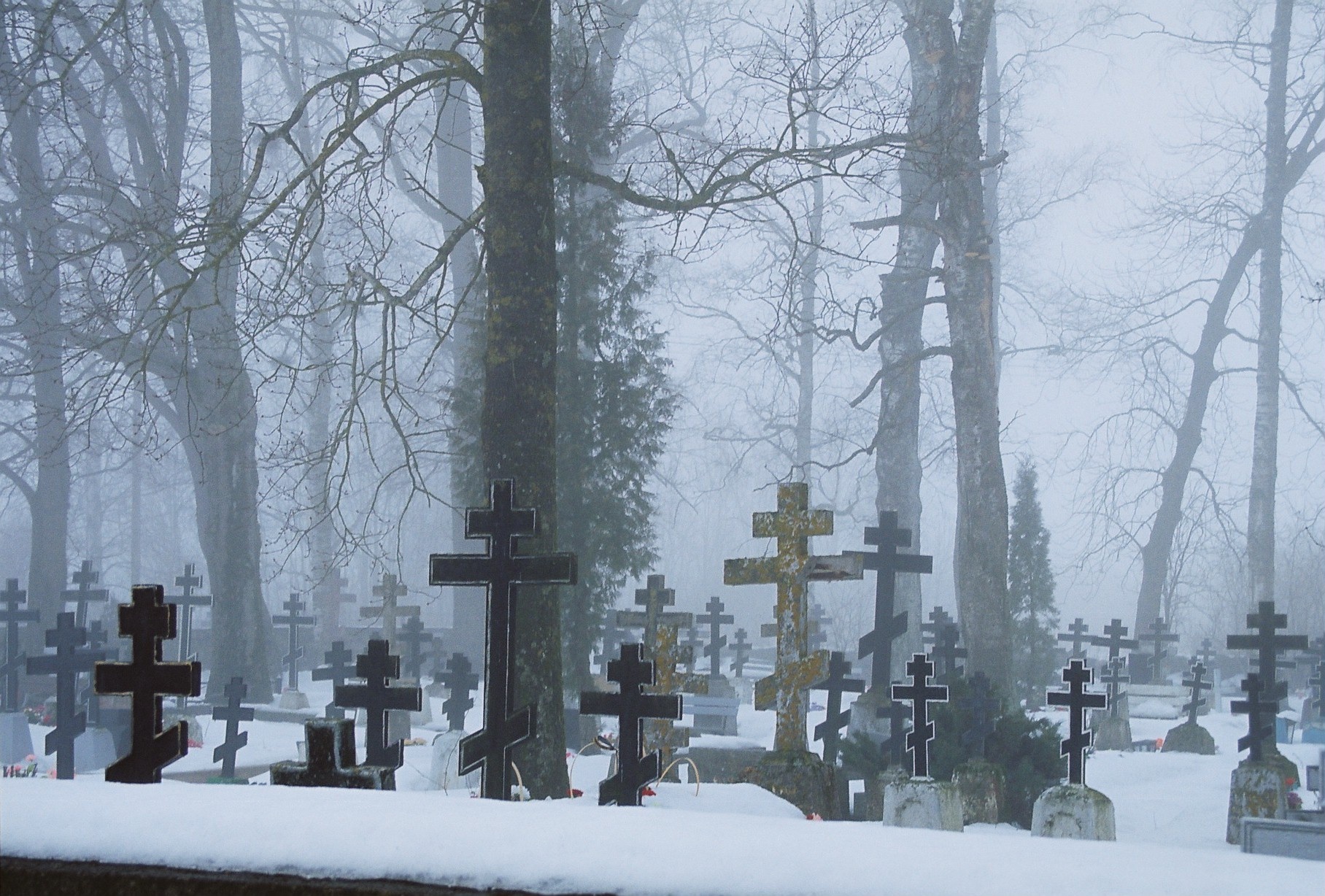
Cimitir în Varnja

1. ↑  Maakatastri statistika (în estonă), Consiliul Funciar Eston[*], accesat în 27 martie 2020